# Song Zu'er
Sun Bijuan (en chino: 孙碧涓) conocida como Song Zu'er (chino: 宋祖儿) o Lareina Song, es una actriz y cantante china.

## Biografía
En el 2018 se inscribió en la Academia de Cine de Pekín (inglés: "Beijing Film Academy"), luego de obtener buenas puntuaciones, al alcanzar el tercer lugar en el Examen Nacional de Ingreso a la Educación Superior, más conocido como "Gaokao" (高考).
Es buena amiga de las actrices Lin Yun, Zhou Yutong, Ouyang Nana, Wu Xuanyi. También es amiga del actor Leo Wu.

## Carrera
Es miembro de la agencia "FWS" (北京喜天影视文化有限公司).
Song Zuer fue una ex actriz infantil que debutó por primera vez en el drama "The Sea and Sky Boundless". En 2007 protagonizó su primera película "You Are An Angel". Se hizo conocida por el público después de protagonizar el antiguo drama de fantasía "Prelude of Lotus Lantern", interpretando a Nezha. 
Después de eso, Song hizo una pausa para estudiar en el extranjero, Durante este tiempo, participó en la obra de teatro "Magic Umbrella" y también protagonizó la serie de televisión infantil "Lucky Rabbit Spirit". Song regresó en 2016, donde protagonizó la película de comedia Papa junto al actor Xia Yu. 
El 14 de agosto del 2018 se unió al elenco principal de la serie The Dark Lord (夜天子) donde interpretó a Xia Yingying, hasta el final de la serie el 26 de septiembre del mismo año.
El 10 de septiembre del mismo año se unió al elenco principal de la serie Gossip High (舌害) donde dio vida a Qi Yitiao, una periodista sensacionalista que por accidente se encuentra con la superestrella Jincheng Jiahui (Jeremy Tsui) con quien termina firmando un contrato, hasta el final de la serie el 11 de septiembre del mismo año.
El 16 de julio del mismo año se unió al elenco principal de la serie Novoland: Eagle Flag donde dio vida a la brillante joven Yu Ran, la Princesa de la Tribu Winged, hasta el final de la serie el 2 de septiembre del mismo año.
El 9 de febrero de 2020 se unió al elenco principal de la serie Guardians of the Ancient Oath (también conocida como "Chinese Bestiary") donde interpretó a Baili Hongyi, hasta el final de la serie el 18 de mayo del 2020.
En 17 de septiembre del  2021 se unió al elenco principal de la serie The Bond donde interpretará a Qiao Simei, una de las hermanas de la familia Qiao.
El 22 de noviembre de 2021 se unió al elenco principal de la serie To Fly With You  donde interpretó a Shen Zheng Yi  es una joven estudiante apasionada del patinaje sobre hielo. que sueña en convertirse en campeona del patinaje sobre pista corta. Su madre se opone a sus deseos de dedicarse al ese deporte. Por eso, Shen Zheng Yi decide desafiar a su madre y unirse, de todas formas, a un club de patinaje sobre hielo. En dicho club termina bajo las alas de un prometedor patinador artístico llamado Shao Bei Sheng (Wang Anyu).
El 13 de enero de 2022 se unirá al elenco principal de la serie Cupid's Kitchen donde interpretará a Lin Kesong, una cocinera novata que recibe el asesoramiento del maestro de cocina Jiang Qianfan (Ethan Juan) para prepararse para una competencia culinaria.
El 7 de febrero se unirá al elenco de la serie Pride and Price (盛装) donde dará vida a Li Na.
El 10 de Marzo se estrenó la serie Legally Romance (才不要和老板谈恋爱) donde interpreta a Qian Wei, La asistente legal de Lu Xun (Huang Zitao) con quien tiene una mala relación, Pero todo cambia cuando Qian Wei sufre un trágico accidente. Es aquí, en un mundo dentro de otro mundo, Al conocerlo en este mundo de ensueño, Qian Wei descubre una faceta completamente diferente de su quisquilloso jefe.
En ese mismo año se unira al elenco de Reading Class que trata sobre  Wu Jiashu (Song Zuer), una chica que ama los libros que dirige la librería "BoYaTang", conoce a la superestrella Lu Xingchen (Hou Minghao) que sufre de dislexia severa. los paparazzi siguen a Lu Xingchen, por lo que viene a la librería de Wu Jiashu para esconderse.  

## Filmografía

### Series de televisión
| Año  | Título                        | Papel         | Cadena                  | Notas            |
| ---- | ----------------------------- | ------------- | ----------------------- | ---------------- |
| 2005 | Love of Fate                  | Zhao Yuyang   |                         | Papel Secundario |
| 2005 | Secret Order 1949             | Er Nizi       | CCTV                    | Papel Secundario |
| 2005 | The Sea and Sky Boundless     | Tong Yao      |                         | Papel Secundario |
| 2009 | Prelude of Lotus Lantern      | Nezha         | CCTV                    | Papel Secundario |
| 2009 | Wu Liang Tian                 | Lin Ruoxue    |                         | Papel Secundario |
| 2013 | Lucky Rabbit Spirit           | Lucky         |                         | Papel Principal  |
| 2017 | Boy Hood                      | Sha Wan       | Hunan TV                | Papel Secundario |
| 2018 | The Dark Lord                 | Xia Yingying  | Tencent                 | Papel principal  |
| 2018 | Gossip High                   | Lin Ruoxue    | iQiyi                   | Papel principal  |
| 2019 | Novoland: Eagle Flag          | Yu Ran        | Zhejiang TV             | Papel principal  |
| 2020 | Guardians of the Ancient Oath | Baili Hongyi  | Hunan TV                | Papel principal  |
| 2021 | The Bond                      | Qiao Simei    | Jiangsu TV, Zhejiang TV | Papel principal  |
| 2021 | To Fly with You               | Shen Zhengyi  | Hunan TV                | Papel principal  |
| 2022 | Cupid's Kitchen               | Lin Kesong    | Beijing TV              | Papel principal  |
| 2022 | Pride and Price               | Li Na         | Youku                   | Papel Secundario |
| 2022 | Legally Romance               | Qian Wei      | Tencent                 | Papel principal  |
| 2025 | The Demon Hunter's Romance    | Ban Xia       | iQiyi                   | Papel principal  |
| 2025 | The Prisoner of Beauty        | Qiao Man      | Tencent                 | Papel principal  |
| 2025 | Created in China              | Cui Bing Bing | iQiyi                   | Papel principal  |
| TBA  | Reading Class                 | Wu Jiashu     | Youku                   | Papel principal  |

### Películas
| Año  | Título              | Papel      | Notas |
| ---- | ------------------- | ---------- | ----- |
| 2007 | You Are An Angel    | Xiao Hua   |       |
| 2016 | Papa                | Coco       |       |
| 2017 | What a Day!         | Young girl |       |
| 2019 | Blast into the Past | Feifei     |       |
| 2019 | Zhui Ji             |            |       |

### Doblajes
| Año  | Título              | Título en chino | Personaje | Notas           |
| ---- | ------------------- | --------------- | --------- | --------------- |
| 2019 | Blast into the Past | 熊出没·原始时代 | Feifei    | (doblaje chino) |

### Programas de televisión
| Año  | Título                          | Cadena                            | Notas                         |
| ---- | ------------------------------- | --------------------------------- | ----------------------------- |
| 2008 | Day Day Up                      |                                   | Invitada                      |
| 2017 | Divas Hit The Road: Season 3    | Hunan TV                          | Miembro del elenco            |
| 2017 | Happy Camp                      | Hunan TV                          | Invitada                      |
| 2018 | Keep Running: Season 6          |                                   | Invitada (Ep. 2 & 3)          |
| 2018 | PhantaCity                      | Hunan TV                          | Invitada (Ep. 4)              |
| 2019 | Forget Me Not Cafe 1            | Tencent                           | Miembro del elenco            |
| 2019 | Masked Singer Season 4          |                                   | Invitada                      |
| 2019 | Chase Me                        | Zhejiang TV                       | Miembro del elenco            |
| 2019 | Upped New, Old Palace! Season 2 | BTV, iQiyi                        | Invitada (Ep. 2)              |
| 2019 | Ren Sheng Xuan Ze Ti            |                                   | Miembro regular               |
| 2019 | Miss Beauty: Season 2           | Tencent                           | Invitada (Ep. 9)              |
| 2020 | Keep Running: Season 8          | Zhejiang TV                       | Invitada (Ep.9)               |
| 2020 | Happy Camp                      | Hunan TV                          | Invitada                      |
| 2020 | Forget Me Not Cafe 2            | Tencent Video                     | Miembro del elenco            |
| 2020 | Keep Running: Yellow River      | Zhejiang TV                       | Invitada (Ep. 3-4)            |
| 2021 | Keep Running: Season 9          | Zhejiang TV                       | Invitada (Ep.12)              |
| 2021 | Happy Camp                      | Hunan TV                          | Invitada                      |
| 2021 | The Detectives' Adventures      | iQiyi, Zhejiang TV                | Invitada Qiao Ying Zi (Ep. 8) |
| 2021 | Heart Signal 4                  | Tencent Video                     | Panelista (Ep. 1-8,10)        |
| 2021 | Ting Shuo Hen Hao Chi           | iQiyi, Tencent Video, Youku, ZJTV | Invitada (Ep.1)               |
| 2021 | Mao Xue Woof                    | Tencent Video                     | Invitada (Ep. 9)              |
| 2021 | Forget Me Not Farm              | Tencent Video                     | Invitada (Ep. 4-5)            |
| 2022 | Kan Chuan Yi Qie De Ta          | iQiyi                             | Miembro Regular               |
| 2022 | You and I Are Kings             | Tencent Video                     | Miembro Regular               |
| 2022 | Hi! 6                           | Hunan TV                          | Invitada                      |
| 2022 | Ma Hua Te Kai Xi                | Youku                             | Invitada                      |
| 2022 | Snow Day                        | Youku                             | Invitada                      |
| 2022 | The Truth                       | Tencent                           | Miembro del elenco            |
| 2022 | We Are the Champions            | Tencent                           | Miembro del elenco            |

### Teatro
| Año  | Título     | Personaje | Notas |
| ---- | ---------- | --------- | ----- |
| 2009 | 魔伞       | 红豆      |       |
| 2008 | 热带鱼之谜 | -         |       |

### Eventos
| Año  | Título                                                 | Notas                                    |
| ---- | ------------------------------------------------------ | ---------------------------------------- |
| 2007 | 春节联欢晚会                                           |                                          |
| 2019 | Saint Laurent en Qingdao                               |                                          |
| 2020 | CCTV New Year's Gala                                   | (actuó una parodia de "Airport Sisters") |
| 2020 | Nice to Meet Poetry                                    | (Special Spring Poetry Livestream)       |
| 2021 | Estee Lauder Discover The Loved Brown Traces Challenge | junto a Yang Mi y Li Xian                |

### Anuncios/Endorsos
| Año  | Título                     | Notas                                                          |
| ---- | -------------------------- | -------------------------------------------------------------- |
| 2018 | One Leaf                   | junto a Hu Yitian                                              |
| 2018 | Sisley Paris skin care     | junto a Song Weilong (Embajadores de la marca)                 |
| 2019 | Adidas Neo x King of Glory | junto a Justin Huang                                           |
| 2019 | Michael Kors               | unto a Leo Wu como portavoces                                  |
| 2020 | Parzin                     |                                                                |
| 2020 | Adidas Neo                 | junto a Chen Linong                                            |
| 2020 | Mirinda                    | junto a Justin Huang portavoces de la marca                    |
| 2021 | PepsiCo                    | junto a Jackson Wang, Li Xian y Justin Huang                   |
| 2021 | Michael Kors               |                                                                |
| 2021 | Samsung Galaxy Z Flip 3    |                                                                |
| 2021 | Tata Shoes                 |                                                                |
| 2022 | BVS Laurier                | Representante de la marca                                      |
| 2022 | Parzin eyeglasses          | Representante de la marca                                      |
| 2022 | Darlie toothpaste          | Embajador de la marca                                          |
| 2022 | Estee Lauder               | Embajadora de maquillaje y cuidado de la piel de Asia-Pacífico |
| 2022 | Moose Knuckles             | Portavoz de la marca en China                                  |
| 2022 | Pandora Jewelry            | Portavoz de la marca                                           |
| 2022 | FENDI                      | Embajadora de la marca                                         |
| 2022 | Tata Shoes                 |                                                                |
| 2023 | Emporio Armani             | Portavoz de la marca                                           |
| 2023 | Judydoll                   | Portavoz de la marca                                           |

### Revistas / sesiones fotográficas[16]
| Año  | Título                                       | Notas                                                  |
| ---- | -------------------------------------------- | ------------------------------------------------------ |
| 2017 | COSMOPOLITAN (时尚)                          |                                                        |
| 2017 | L'OFFICIEL (时装)                            |                                                        |
| 2017 | OK! magazine                                 | (publicación #113)                                     |
| 2017 | ViVi (美眉)                                  |                                                        |
| 2017 | VOGUE Me                                     |                                                        |
| 2017 | Grazia China                                 | (publicación de diciembre)                             |
| 2018 | ELLE MEN (睿士)                              |                                                        |
| 2018 | YOHO!GIRL                                    | (publicación de marzo) Junto a Xin Zhilei y Li Meng    |
| 2018 | InStyle (优家画报)                           | (publicación #486)                                     |
| 2018 | So Figaro                                    | (publicación #3)                                       |
| 2018 | Vogue Film                                   | (publicación de julio)                                 |
| 2018 | GRAZIA (红秀)                                |                                                        |
| 2018 | NYLON (尼龙)                                 |                                                        |
| 2018 | Harpe's Bazaar (时尚芭莎)                    |                                                        |
| 2018 | OK！ (精彩)                                  | (publicación #165)                                     |
| 2019 | LIFESTYLE Magazine                           | (publicación de abril)                                 |
| 2019 | YOHO!                                        | (publicación de abril)                                 |
| 2019 | So Figaro                                    | (publicación de junio)                                 |
| 2019 | Grazia China                                 | (publicación de julio) - Junto a Lin Yun y Ouyang Nana |
| 2019 | NYLON Magazine                               | (publicación de agosto) - Junto a Lin Yun              |
| 2019 | OK！ (精彩)                                  | (publicación #188)                                     |
| 2020 | Grazia China                                 | (publicación de abril)                                 |
| 2020 | YOHO!                                        | (publicación de junio) - junto a Justin Huang          |
| 2020 | LIFESTYLE Magazine                           | (publicación de julio)                                 |
| 2020 | InStyle magazine                             | (publicación de agosto)                                |
| 2021 | NYLON Magazine                               | (publicación de enero)                                 |
| 2021 | Madame Figaro MODE issue                     | (publicación de julio)                                 |
| 2021 | ELLE                                         | (publicación de septiembre) - junto a Wang Anyu        |
| 2021 | InStyle magazine                             | (publicación de septiembre)                            |
| 2021 | NYLON Magazine                               |                                                        |
| 2021 | So Figaro                                    | (publicación de septiembre) - junto a Wang Anyu        |
| 2021 | Bottega Veneta                               | (publicación de octubre)                               |
| 2021 | LIFESTYLE Magazine                           | (publicación de diciembre)                             |
| 2021 | Modern Weekly magazine                       | (publicación de diciembre)                             |
| 2021 | 风度mensuno Magazine                         |                                                        |
| 2022 | NYLON China                                  | (publicación de enero)                                 |
| 2022 | OK!                                          | (publicación de enero)                                 |
| 2022 | SuperELLE 2022 issue                         | (publicación de febrero)                               |
| 2022 | ELLEMEN Fresh                                | (publicación de febrero)                               |
| 2022 | 《T》magazine China 2022 Fendi special issue |                                                        |
| 2022 | L’Officiel Hommes China                      | (publicación de mayo)                                  |
| 2023 | GRAZIA China Magazine                        |                                                        |
| 2023 | L'Officiel China Magazine                    | (publicación de abril)                                 |
| 2023 | Madame Figaro China                          | (publicación de Julio)                                 |

## Discografía
| Año  | Título                       | Álbum                              | Notas                                                                                  |
| ---- | ---------------------------- | ---------------------------------- | -------------------------------------------------------------------------------------- |
| 2019 | The Future Me (未来已来)     |                                    | (Canción temática para la Liga Juvenil Comunista de China)                             |
| 2019 | My Motherland and I          | "Youth for the Motherland Singing" | (Canción para el 70° Aniversario de la República Popular de China)                     |
| 2019 | The Best Summer (最好的夏天) | "Youth for the Motherland Singing" | (Canción para el 70° Aniversario de la República Popular de China) - junto a Xiao Zhan |
| 2019 | Starry Sea                   |                                    | (proyecto de actores jóvenes de China Movie Channel)                                   |
| 2020 | Classmate                    |                                    | junto a Hou Minghao                                                                    |

### Otras interpretaciones
| Año  | Título                          | Álbum                                                                  | Notas                                                    |
| ---- | ------------------------------- | ---------------------------------------------------------------------- | -------------------------------------------------------- |
| 2019 | My Future is Not a Dream        | Interpretación para la gala "May Fourth Art Gala" Hunan Satellite      | junto a Arthur Chen, Zeng Shunxi y Zhang Xueying         |
| 2020 | I Have An Appointment With 2035 | Interpretación para la gala de la Federation of Literary & Art Circles | junto a Bai Lu, Gong Jun y Gu Jiacheng                   |
| 2021 | The Wind Blows Summer           | Interpretación para la gala Hunan Satellite TV New Year's Eve concert  | junto a Wang Anyu                                        |
| 2022 | Meet the Future                 | Interpretación para la gala de la Spring Festival countdown            | junto a Zhang Ruoyun                                     |
| 2022 | Life Should Always Be Bright    | Interpretación para la gala Spring Festival Gala on the New Year’s     | junto a Zhou Shen, Mao Xiaotong, Zhou Yiran y Tang Yixin |
| 2022 | Youth That Never Fade           | Interpretación para 2022 CCTV Lantern Festival Gala                    | junto a Zhang Ruoyun                                     |
| 2023 | Green Water and Green Mountains | Interpretación para la gala "CCTV Spring Festival Gala last night"     | junto a Song Yi, Shan Yichun, Huang Xiaoyun              |

## Premios y nominaciones
| Año  | Premio                                                       | Categoría                            | Trabajo              | Resultado |
| ---- | ------------------------------------------------------------ | ------------------------------------ | -------------------- | --------- |
| 2017 | Weibo Fan Festival                                           | Powerstar Ranking New Artist         |                      | Ganadora  |
| 2017 | 11th Tencent Video Star Award                                | New Star Award                       |                      | Ganadora  |
| 2018 | L'Officiel Fashion Night                                     | Premio a la influencia               |                      | Ganadora  |
| 2018 | 15th Esquire China's Man At His Best Award                   | Premio al actor de calidad           |                      | Ganadora  |
| 2018 | Golden Bud - The Third Network Film And Television Festival  | Actriz más popular                   |                      | Ganadora  |
| 2019 | Golden Data Entertainment Award                              | Artista más valiosa comercialmente   |                      | Ganadora  |
| 2019 | 6th The Actors of China Award Ceremony                       | Mejor actriz                         | Novoland: Eagle Flag | Nominada  |
| 2019 | 26th Huading Award                                           | Mejor Actriz (Drama Histórico)       | Novoland: Eagle Flag | Ganadora  |
| 2019 | Golden Bud - The Fourth Network Film And Television Festival | Mejor Actriz                         | Novoland: Eagle Flag | Nominada  |
| 2019 | Cosmo Glam Night                                             | Persona del año (Love)               |                      | Ganadora  |
| 2019 | Feng Fashion Choice Award                                    | Figura de tendencia del año          |                      | Ganadora  |
| 2019 | Sohu Fashion Award                                           | Estrella femenina influyente         |                      | Ganadora  |
| 2019 | 16th Esquire Man At His Best Award                           | Actriz de televisión del año         |                      | Ganadora  |
| 2019 | Tencent Video All Star Award                                 | Artista juvenil del año              |                      | Ganadora  |
| 2019 | Tencent Entertainment White Paper                            | Actriz de televisión más prometedora |                      | Ganadora  |
| 2020 | Weibo Awards Ceremony                                        | Artista en ascenso del año           |                      | Ganadora  |
| 2021 | Sohu Fashion Awards Gala                                     | Artista femenina revelación del año  |                      | Ganadora  |
| 2022 | Esquire GENTLE GALA                                          | Artista Breakthrough del año         |                      | Ganadora  |